# Zachariah
Zachariah ist ein US-amerikanischer Spielfilm aus dem Jahr 1971. Der Film ist eine Mischung aus Anti-Western (Acid-Western) und Musikfilm und bezeichnet sich selbst als „erster elektrischer Western“.
Der Film enthält unter anderem Auftritte von der James Gang, Country Joe and the Fish, dem Geiger Doug Kershaw und dem Schlagzeuger des John-Coltrane-Quartetts Elvin Jones. Bei ihren Auftritten spielen die Musiker direkt an den Western-Schauplätzen des Films. Meistens stehen dabei ihre Konzerte im Vordergrund, ohne dass sie an der eigentlichen Handlung teilnehmen.

## Handlung
Im wilden Westen: Zachariah erhält per Post einen Revolver, übt ein wenig und tötet dann im Duell einen Mann im örtlichen Saloon. Er und sein Freund Matthew brechen nun auf, um Revolverhelden zu werden, schließen sich den Crackers an, einer Rockband, die auch (bemitleidenswert unfähige) Bühnenbanditen sind. Schnell wachsen Zachariah und Matthew über die Rock-Gang hinaus und suchen weiter ihr Glück als Revolverhelden. Mit der Zeit bringt ihnen ihr Ruhm Probleme. Sie trennen sich und werden zu Rivalen. Doch am Ende siegt ihre Liebe zueinander und sie versöhnen sich.

## Rezeption
Don Johnson verglich seinen Charakter in einem Interview von 2014 mit The A.V. Club „mit dem Govindas“
Roger Greenspun schrieb, von der The New York Times seiner Erfahrung nach sei dies der erste Western, der die homosexuelle Liebe propagiere (neben Andy Warhols „brillantem“ Lonesome Cowboys).

## Finanzieller Misserfolg
Der Film machte einen Verlust von $ 1.435.000.